# Kanton Hornoy-le-Bourg
Der Kanton Hornoy-le-Bourg war bis 2015 ein französischer Wahlkreis im Arrondissement Amiens, im Département Somme und in der Region Picardie; sein Hauptort war Hornoy-le-Bourg. Vertreter im Generalrat des Départements war zuletzt von 2008 bis 2015 Jannick Lefeuvre (NC). 
Der Kanton Hornoy-le-Bourg ist 15.178 ha (151,78 km²) groß und hat 5.436 Einwohner (Stand: 1999), was einer Bevölkerungsdichte von rund 36 Einwohnern pro km² entspricht. Er liegt im Mittel 161 m hoch, zwischen 48 m in Belloy-Saint-Léonard und 211 m in Beaucamps-le-Jeune.

## Gemeinden
Der Kanton bestand aus 16 Gemeinden:
| Gemeinde                   | Einwohner Jahr | Fläche km² | Bevölkerungsdichte | Code INSEE | Postleitzahl |
| -------------------------- | -------------- | ---------- | ------------------ | ---------- | ------------ |
| Arguel                     | 28 (2013)      | –          | – Einw./km²        | 80026      | 80140        |
| Aumont                     | 134 (2013)     | –          | – Einw./km²        | 80041      | 80640        |
| Beaucamps-le-Jeune         | 217 (2013)     | –          | – Einw./km²        | 80061      | 80430        |
| Beaucamps-le-Vieux         | 1.409 (2013)   | –          | – Einw./km²        | 80062      | 80430        |
| Belloy-Saint-Léonard       | 93 (2013)      | –          | – Einw./km²        | 80081      | 80270        |
| Brocourt                   | 101 (2013)     | –          | – Einw./km²        | 80143      | 80430        |
| Dromesnil                  | 103 (2013)     | –          | – Einw./km²        | 80259      | 80640        |
| Hornoy-le-Bourg            | 1.668 (2013)   | –          | – Einw./km²        | 80443      | 80640        |
| Lafresguimont-Saint-Martin | 508 (2013)     | –          | – Einw./km²        | 80456      | 80430        |
| Liomer                     | 407 (2013)     | –          | – Einw./km²        | 80484      | 80430        |
| Méricourt-en-Vimeu         | 107 (2013)     | –          | – Einw./km²        | 80531      | 80640        |
| Le Quesne                  | 281 (2013)     | –          | – Einw./km²        | 80651      | 80430        |
| Saint-Germain-sur-Bresle   | 219 (2013)     | –          | – Einw./km²        | 80703      | 80430        |
| Thieulloy-l’Abbaye         | 331 (2013)     | –          | – Einw./km²        | 80754      | 80640        |
| Villers-Campsart           | 134 (2013)     | –          | – Einw./km²        | 80800      | 80140        |
| Vraignes-lès-Hornoy        | 89 (2013)      | –          | – Einw./km²        | 80813      | 80640        |